# Barbara Schmidt (Medizinerin)
Barbara Schmidt (* 1966 oder 1967) ist eine deutsche Medizinerin und Virologin. Seit 2012 ist sie Professorin für Infektionsimmunologie an der Universität Regensburg. Sie forscht schwerpunktmäßig auf dem Gebiet der Diagnostik, Immunologie und Therapieresistenz des HI-Virus und AIDS sowie der angeborenen antiviralen Immunabwehr.

## Werdegang
Barbara Schmidt absolvierte ein Studium der Humanmedizin an der Friedrich-Alexander-Universität Erlangen-Nürnberg, wo sie 1994 promovierte. Im Anschluss war sie ab 1995 als wissenschaftliche Mitarbeiterin am virologischen Institut tätig, wo sie zur angeborenen Immunabwehr plasmazytoider dendritischer Zellen gegen bestimmte Typen von HIV und der Herpes-simplex-Viren forschte. Von 2001 bis 2002 koordinierte sie das Nationale Referenzzentrum für Retroviren (damaliger Standort: Erlangen).
Nach einem anderthalbjährigen Forschungsaufenthalt an der University of California in San Francisco kehrte sie 2004 nach Erlangen zurück und leitete bis 2012 eine Arbeitsgruppe am Institut für Virologie der Universität. Gleichzeitig war sie acht Jahre lang stellvertretende Leiterin der dortigen Sektion für Diagnostik.
Im Jahr 2006 habilitierte sie sich und folgte im August 2012 einem Ruf als Professorin für Infektionsimmunologie an das Institut für Mikrobiologie und Hygiene der Universität Regensburg.
Für ihre Arbeiten zu HIV wurde sie 2013 mit dem Wissenschaftspreis für Klinische Virologie der Deutschen Vereinigung zur Bekämpfung der Viruskrankheiten und der Gesellschaft für Virologie ausgezeichnet. Ihre Forschungsgruppe war außerdem an dem Consortium zu zoonotischen Bornaviren (ZooBoCo) beteiligt, die nachweisen konnte, dass das Virus nicht nur die Borna-Krankheit bei Tieren, sondern auch tödlich verlaufende Hirnentzündungen beim Menschen auslösen kann.
Barbara Schmidt ist Mitglied in verschiedenen Fachgesellschaften. Sie ist stellvertretende Vorsitzende der Kommission für antivirale Therapie der Gesellschaft für Virologie.
Im Jahr 2019 wurde sie vom Bayerischen Staatsministerium für Wissenschaft und Kunst mit dem Preis für gute Lehre ausgezeichnet.

## Publikationen (Auswahl)
- Hans Helmut Niller, Klemens Angstwurm, Dennis Rubbenstroth, Kore Schlottau, Arnt Ebinger: Zoonotic spillover infections with Borna disease virus 1 leading to fatal human encephalitis, 1999–2019: an epidemiological investigation. In: The Lancet Infectious Diseases. Januar 2020, S. S1473309919305468, doi:10.1016/S1473-3099(19)30546-8 (elsevier.com [abgerufen am 21. März 2020]).